# Dahl (Paderborn)

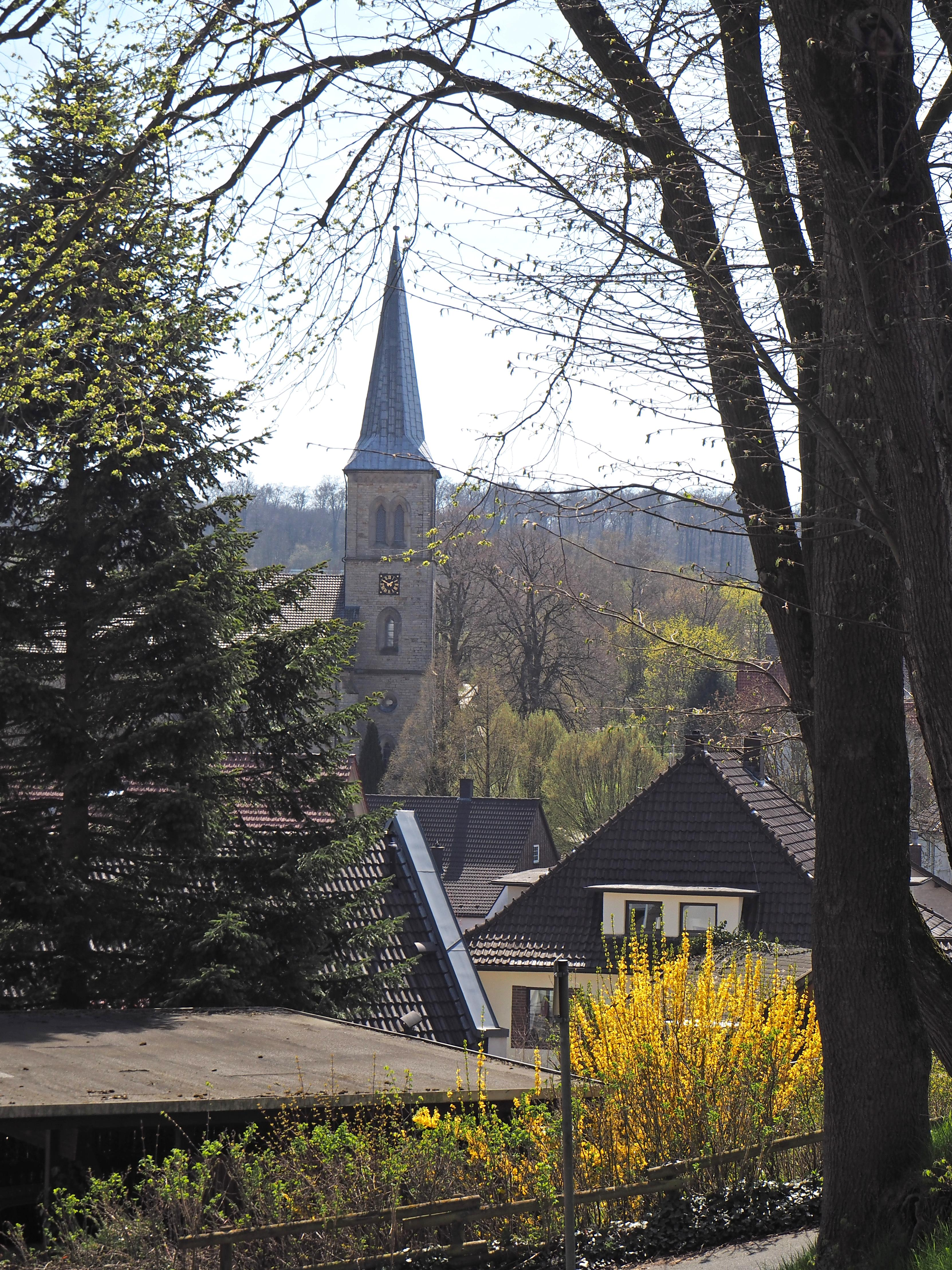
Dahl
Blick zur Pfarrkirche St. Margaretha

Dahl ist ein südöstlicher Stadtbezirk von Paderborn im Osten Nordrhein-Westfalens und hat 2853 Einwohner (Stand 2023). Bis 1974 war Dahl eine eigenständige Gemeinde im Amt Kirchborchen.

## Geografie
Dahl liegt südöstlich der Kernstadt Paderborn auf der Paderborner Hochfläche am Westrand des Eggegebirges auf einer Höhe von 218 m ü. NN. Durch das Dorf fließt der Ellerbach.
Im Nordwesten beginnend im Uhrzeigersinn grenzen an Dahl die Paderborner Kernstadt, die Stadtbezirke Benhausen und Neuenbeken, der Altenbekener Ortsteil Schwaney, die Lichtenauer Stadtteile Herbram und Grundsteinheim sowie der Borchener Ortsteil Dörenhagen.

## Geschichte
Seit dem frühen Mittelalter gehört das Gebiet von Dahl zum späteren Hochstift Paderborn.
Dahl ist vermutlich im 9. oder 10. Jahrhundert als ein Nebenhof des Haupthofes Enenhus im Zuge der Kolonisierung des Paderborner Landes gegründet worden. Im Jahr 1000 brennt der Paderborner Dom zusammen mit dem Domkloster vollständig nieder, wobei auch das gesamte Archiv vernichtet wurde. Diese Katastrophe führt dazu, dass viele Orte im Paderborner Land ihre erste Erwähnung erst im 11. Jahrhundert nachweisen können.
Dahl wird 1036 zum ersten Mal urkundlich erwähnt.
Im Jahre 1231 wird das Dorf dem Dompropst von Paderborn zur geistigen Aufsicht überwiesen.
1322 findet sich die erste Erwähnung eines Dahler Pfarrers, Ecbertus, Sohn des Scharfrichters Nycolai aus Paderborn. Das älteste Eintragungsdatum in noch aktuell existierenden Kirchenbüchern ist aus dem Jahre 1631.
Dompropst Dietrich Adolf von der Reck visitiert 1650 den Ort: Dahl hat zu diesem Zeitpunkt 12 Bauernhäuser, 37 Halbspännerwohnungen sowie ein Pfarr- und ein Küsterhaus. Aus statistischen Überlegungen heraus ergibt sich mit diesen 51 Häusern eine Gesamteinwohnerzahl von ca. 350 Einwohnern.
1736 sterben in einer großen Flutkatastrophe vier Menschen.
1802 verliert das Hochstift Paderborn mit der erstmaligen Inbesitznahme durch Preußen seine staatliche Selbstständigkeit. Von 1807 bis 1813 gehört Dahl zum Königreich Westphalen und bildet eine Gemeinde im Kanton Kirchborchen des Distrikts Paderborn. Nach der napoleonischen Niederlage fällt Dahl 1813 an Preußen zurück, wird 1815 in die neue Provinz Westfalen eingegliedert und kommt durch Erlass der Königlichen Regierung in Minden 1816 zum neu gegründeten Kreis Paderborn. Im Kreis Paderborn gehört Dahl zum Amt Kirchborchen.
Der Grundstein zur neuen Dahler Kirche im neugotischen Stil wird 1852 gelegt, die Kirche 1854 fertiggestellt. 1897 erhält Dahl seinen ersten öffentlichen Fernsprechanschluss und 1913 erhalten die ersten 35 Häuser im Orte elektrischen Strom.
1921 gründen Sportbegeisterte den Sportverein Dahl DJK, der nach dem Zweiten Weltkrieg in SV Grün-Weiß Dahl umbenannt wird. 1922 wird die Freiwillige Feuerwehr gegründet, 1926 der Musikverein Dahl. Im selben Jahre erfolgt die Eröffnung einer Omnibuslinie nach Paderborn. Ein Jahr später, 1927, wird die St.Hubertus Schützenbruderschaft gegründet. In den letzten Maitagen 1931 gibt es ein verheerendes Hochwasser des Ellerbachs.
Am Karsamstag 1945, dem 31. März, beschießt amerikanische Artillerie den Ort, 4 Tote sind zu beklagen. Nach dem Kriegsende hat der Ort 1150 Einwohner, davon 410 Evakuierte, Flüchtlinge
und Vertriebene.
Das erste Neubaugebiet wird 1953 ausgewiesen.
In Eigenleistung stellt das Dorf 1970 die Schützenhalle fertig.
Im Rahmen der nordrhein-westfälischen Gebietsreform wird die Gemeinde Dahl zum 1. Januar 1975 mit dem „Gesetz zur Neugliederung der Gemeinden und Kreise des Neugliederungsraumes Sauerland/Paderborn (Sauerland/Paderborn-Gesetz)“ vom 5. November 1974 mit der Stadt Paderborn und den Gemeinden Benhausen, Elsen, Neuenbeken (größtenteils), Sande und Schloß Neuhaus zur neuen Stadt Paderborn zusammengeschlossen.

### Religionen
Wie alle Orte des ehemaligen Hochstifts Paderborn hat auch Dahl eine mehrheitlich katholische Bevölkerung. Für diese gibt es die Kirchengemeinde Sankt Margaretha im Dekanat Paderborn der Seelsorgeregion Hochstift des Erzbistums Paderborn.

### Einwohnerentwicklung
- 1650: 0350
- 1819: 0560
- 1939: 0720
- 1945: 1150, davon 410 Evakuierte und Flüchtlinge
- 1950: 0979
- 1955: 0871
- 1961: 0885
- 1970: 1072
- 1974: 1114
- 1975: 1200
- 1990: 1862
- 2002: 2703
- 2008: 2769
- 2010: 2779
- 2011: 2739
- 2020: 2836
- 2023: 2853[3]

## Politik
Ortsvorsteher:
- Marie-Luise Reinicke (CDU)

## Persönlichkeiten
- Wilfried Fischer (1938–2023), Dirigent, Musikpädagoge und Hochschullehrer in Paderborn, wohnte bis zu seinem Ruhestand in Paderborn-Dahl.